# 哈靈根 (新澤西州)
哈靈根（英語：Harlingen）是位於美國新澤西州薩默塞特縣的普查規定居民點。

## 人口
根據2020年美國人口普查的數據，哈靈根的面積為2.09平方千米，皆為陸地。當地共有人口430人，而人口密度為每平方千米205.74人。